# Miserey-Salines
Miserey-Salines és un municipi francès situat al departament del Doubs i a la regió de Borgonya - Franc Comtat. L'any 2007 tenia 2.109 habitants.

## Demografia

### Població
El 2007 la població de fet de Miserey-Salines era de 2.109 persones. Hi havia 808 famílies de les quals 148 eren unipersonals (60 homes vivint sols i 88 dones vivint soles), 296 parelles sense fills, 308 parelles amb fills i 56 famílies monoparentals amb fills.
La població ha evolucionat segons el següent gràfic:
Habitants censats

### Habitatges
El 2007 hi havia 881 habitatges, 836 eren l'habitatge principal de la família, 7 eren segones residències i 38 estaven desocupats. 731 eren cases i 150 eren apartaments. Dels 836 habitatges principals, 628 estaven ocupats pels seus propietaris, 166 estaven llogats i ocupats pels llogaters i 42 estaven cedits a títol gratuït; 12 tenien una cambra, 41 en tenien dues, 71 en tenien tres, 146 en tenien quatre i 566 en tenien cinc o més. 749 habitatges disposaven pel capbaix d'una plaça de pàrquing. A 328 habitatges hi havia un automòbil i a 481 n'hi havia dos o més.

### Piràmide de població
La piràmide de població per edats i sexe el 2009 era:
| Homes | Edats   | Dones |
| ----- | ------- | ----- |
| 0     | 95 o +  | 4     |
| 0     | 90 a 94 | 0     |
| 4     | 85 a 89 | 12    |
| 4     | 80 a 84 | 16    |
| 16    | 75 a 79 | 12    |
| 36    | 70 a 74 | 32    |
| 48    | 65 a 69 | 36    |
| 44    | 60 a 64 | 56    |
| 68    | 55 a 59 | 84    |
| 88    | 50 a 54 | 120   |
| 92    | 45 a 49 | 76    |
| 96    | 40 a 44 | 88    |
| 76    | 35 a 39 | 96    |
| 60    | 30 a 34 | 72    |
| 36    | 25 a 29 | 48    |
| 60    | 20 a 24 | 52    |
| 76    | 15 a 19 | 104   |
| 72    | 10 a 14 | 104   |
| 80    | 5 a 9   | 76    |
| 44    | 0 a 4   | 52    |

## Economia
El 2007 la població en edat de treballar era de 1.439 persones, 1.033 eren actives i 406 eren inactives. De les 1.033 persones actives 980 estaven ocupades (515 homes i 465 dones) i 53 estaven aturades (24 homes i 29 dones). De les 406 persones inactives 156 estaven jubilades, 156 estaven estudiant i 94 estaven classificades com a «altres inactius».

### Ingressos
El 2009 a Miserey-Salines hi havia 829 unitats fiscals que integraven 2.143,5 persones, la mediana anual d'ingressos fiscals per persona era de 23.634 €.

### Activitats econòmiques
Dels 160 establiments que hi havia el 2007, 2 eren d'empreses extractives, 2 d'empreses alimentàries, 13 d'empreses de fabricació d'altres productes industrials, 21 d'empreses de construcció, 44 d'empreses de comerç i reparació d'automòbils, 11 d'empreses de transport, 3 d'empreses d'hostatgeria i restauració, 3 d'empreses d'informació i comunicació, 9 d'empreses financeres, 12 d'empreses immobiliàries, 20 d'empreses de serveis, 12 d'entitats de l'administració pública i 8 d'empreses classificades com a «altres activitats de serveis».
Dels 31 establiments de servei als particulars que hi havia el 2009, 1 era una oficina de correu, 2 tallers de reparació d'automòbils i de material agrícola, 1 taller d'inspecció tècnica de vehicles, 2 autoescoles, 3 paletes, 2 guixaires pintors, 1 fusteria, 3 lampisteries, 1 electricista, 4 empreses de construcció, 4 perruqueries, 2 restaurants, 4 agències immobiliàries i 1 saló de bellesa.
Dels 9 establiments comercials que hi havia el 2009, 1 era una botiga de més de 120 m², 1 una botiga de menys de 120 m², 2 botigues de roba, 1 una botiga de roba, 1 una botiga d'equipament de la llar i 3 botigues de mobles.

## Equipaments sanitaris i escolars
L'únic equipament sanitari que hi havia el 2009 era una farmàcia.
El 2009 hi havia 1 escola maternal i 1 escola elemental.

## Poblacions més properes
El següent diagrama mostra les poblacions més properes.